# Francis Pisani
Pour les articles homonymes, voir Pisani.
Francis Pisani, né le 27 septembre 1942 à Paris, est un journaliste français, par ailleurs écrivain, documentariste, enseignant, consultant et conférencier.
Après avoir été longtemps correspondant au Mexique, il s’installe en 1996 en Californie, d'où il écrit en particulier sur les technologies de l'information et de la communication. Il s’intéresse à leur influence sur le fonctionnement des réseaux sociaux et culturels.
Depuis 2023, il écrit, depuis Paris, sur les impacts de l'intelligence artificielle.

## Biographie
Il est le fils d'Edgard Pisani et le petit-fils d'André Le Troquer.

### Formation
Francis Pisani fait ses études supérieures à l'université de Paris où il obtient une maîtrise de droit public en 1964 et à l'Institut d'études politiques de Paris (« Sciences Po ») dont il sort diplômé en 1966. 
Par la suite, il a fait partie de la promotion 1992-1993 de la Fondation Nieman pour le journalisme (en) de l’université Harvard. 
En 2000, il soutient un doctorat d’études latino-américaines en sciences politiques à l'université Sorbonne-Nouvelle.

### Carrière
Ses premières expériences journalistiques ont lieu en 1968 pour l'AFP, d'abord à Saïgon lors de l’offensive du Tết, puis à Prague lors de l’intervention soviétique.
Au cours de sa carrière, il est journaliste et correspondant régional pour l’Amérique latine pour un grand nombre de publications : Le Monde, Le Monde diplomatique, Partir, Le Progrès, Libération, L'Unité, Le Matin, Les Dernières Nouvelles d'Alsace, La Presse de Montréal, Ouest-France, Le Provençal, Le Nouvel Observateur, Journal de Genève, Panorama, El País, Reforma (es), etc.
A la fin des années 1970, il suit au Nicaragua la guérilla sandiniste de Daniel Ortega, prenant fait et cause pour les "muchachos", ce dont il tirera un livre, intitulé justement Muchachos, Nicaragua, Journal d'un témoin de la révolution sandiniste en 1980. 
Il collabore également à des radios : RFI, Radio Canada, Radio suisse romande, RTBF, etc.
En 1999 et 2000, il est lecteur à l'université de Californie à Berkeley. En 2003, il donne des cours sur le journalisme et Internet à l'université Stanford, puis, en 2004, à Berkeley.
Il intervient aussi comme conférencier et consultant sur le thème de l’impact social des nouvelles technologies de l'information et de la communication.

### Blogs
Francis Pisani publie des chroniques sur ce sujet sur son blog : Transnets, hébergé sur le site du journal Le Monde, interrompu depuis août 2011. En juin 2007, le site Wikio classe Transnets 9e blog le plus influent de la blogosphère française. Il s’y intéresse notamment au développement de Wikipédia,,,.
En 2011, il lance Winch5, un tour du monde des innovations et des médias sociaux, pour visiter plus de 30 villes entre septembre 2011 et juillet 2012.
En 2023, il lance Myriades, newsletter consacrée à l'intelligence artificielle hébergée sur la plateforme Substack.

## Œuvres

### Films
- La Nuit des Mayas (Canal+, 1992, durée : 52 minutes)
- Cubans (Channel 4, 1988, durée : 52 minutes)

### Livres
Thèse
- La Méditerranée des Amériques plexus du continent, thèse de doctorat sous la direction de Georges Couffignal, université Paris III, 2000 (dactylographiée[8]),

Autres
- Torre Bela : on a tous le droit d'avoir une vie, J.C. Simoën, 1976.
- Muchachos : journal d'un témoin de l'insurrection sandiniste, Encre, 1980  (ISBN 2864180847)
- Comment le web change le monde - L'alchimie des multitudes[9], en collaboration avec Dominique Piotet, Village Mondial, 2008  (ISBN 978-2-7440-6261-2)
- Voyage dans les villes intelligentes: entre datapolis et participolis (UNESCO, Netexplo), 2015  (ISBN 978-92-3-000022-6)
- L'avenir de l'innovation, Chroniques digitales d'un tour du monde (Netexplo), 2016.
- Smart about cities: tisser des liens pour les villes de demain (UNESCO, Netexplo), 2020  (ISBN 978-92-3-200198-6)

Fiction
- Huracán Cœur-du-Ciel[10], J.C. Lattés, 1991  (ISBN 2709610175) (roman)